# Flammspritzen

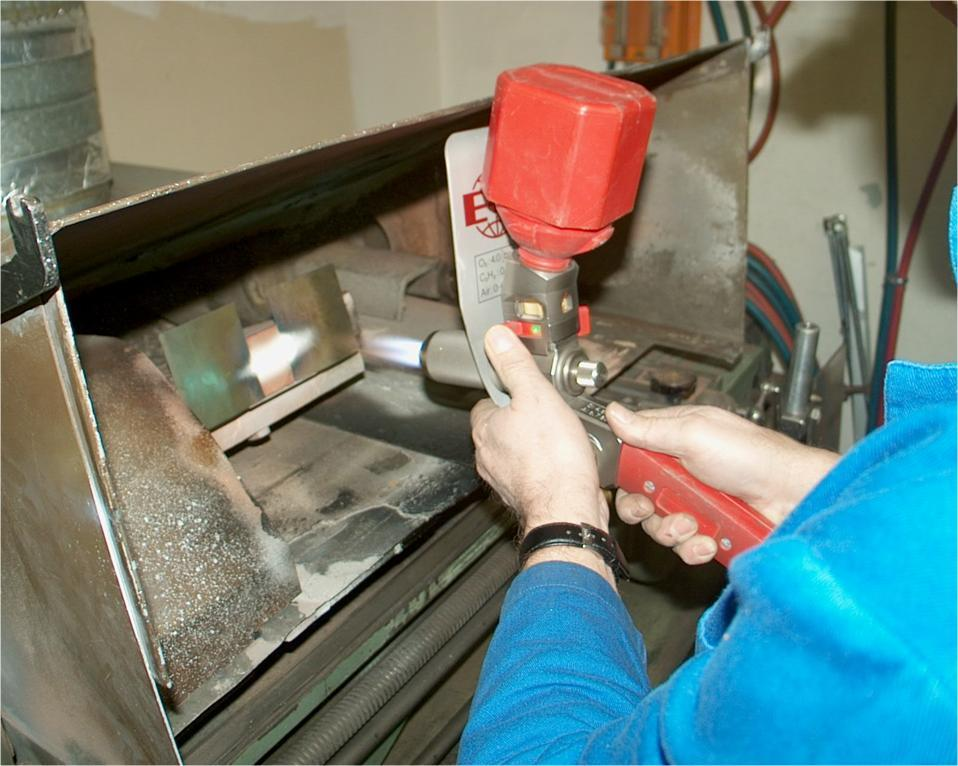
Flammspritzen von Silberpulver auf Kupfer

Das Flammspritzen gehört zu den thermischen Beschichtungsverfahren.
Durch dieses Verfahren können pulver-, draht-, schnur- und stabförmige Zusatzwerkstoffe verarbeitet und auf Bauteiloberflächen aufgespritzt werden. Die notwendige Prozessenergie resultiert aus der Verbrennung eines Brenngas-Sauerstoff-Gemisches. Zusätzliche Inertgase oder Druckluft dienen der Erhöhung der kinetischen Energie der Gasströmung, der Freistrahlfomierung, als Schutzgas, zur Zerstäubung schmelzflüssigen Materials (beim Drahtflammspritzen), zur Pulverförderung (beim Pulverflammspritzen) und der Brennerkühlung. In Abhängigkeit vom verwendeten Brenngas können Flammentemperaturen bis ca. 3160 °C (bei Acetylen-Sauerstoff) erreicht werden. Typische Brenngase sind Acetylen, Propan, Ethen, Methan, Erdgas und Wasserstoff. Das verarbeitbare Materialspektrum umfasst Metalle, Keramiken und Kunststoffe. Hauptanwendungsgebiete sind der Korrosionsschutz (vorrangig Metalle und Kunststoffe) und der Verschleißschutz (vorrangig Metalle und Keramiken). Die Verarbeitung von Zink wird auch als „Spritzverzinken“ bezeichnet. Es entsteht eine glatte Oberfläche mit einer Schichtdicke von 80–150 µm.
Der häufig verwendete Begriff „Kunststoffflammspritzen“ bezieht sich auf die Verarbeitung von thermoplastischen Polymeren. Zur Herstellung von Kunststoffüberzügen wird der zu beschichtende Gegenstand mit dem Gebläse erhitzt. Anschließend bläst man innerhalb der reduzierend eingestellten Flamme Kunststoffpulver auf.
Im Zusammenhang mit der Herstellung von Kunststoff-Folienkondensatoren wird das dabei verwendete Metall-Flammspritzen auch als Schoopierung bezeichnet; auch die dadurch hergestellte elektrische Kontaktierung wird so bezeichnet.